# ۱۵۵۲ (میلادی)
۱۵۵۲ (میلادی) هزار و پانصد و پنجاه و دومین سال تقویم میلادی است.

## زادگان
- ۸ فوریه – تئودور آگریپا دوبین‌یه، نویسنده و شاعر فرانسوی (درگذشت. ۱۶۳۰)
- ۱۷ سپتامبر – پل پنجم، کشیش ایتالیایی (درگذشت. ۱۶۲۱)
- ۱۴ اوت – پائولو سارپی، مورخ و فیلسوف ایتالیایی (درگذشت. ۱۶۲۳)